# Vellinge (commune)
La commune de Vellinge est une commune suédoise du comté de Skåne. 34 110 personnes y vivent. Son chef-lieu se situe à Vellinge.

## Localités principales
- Arrie (200 hab.)
- Gessie villastad (400 hab.)
- Hököpinge (916 hab.)
- Höllviken (9 868 hab.)
- Ljunghusen (2 440 hab.)
- Östra Grevie (431 hab.)
- Rängs sand (580 hab.)
- Skanör med Falsterbo (6 978 hab.)
- Vellinge (6 078 hab.)
- Västra Ingelstad (684 hab.)